# 法韦尔迪讷
法韦尔迪讷（法語：Faverdines，法語發音：[favɛʁdin]）是法国谢尔省的一个市镇，属于圣阿芒蒙龙区。

## 地理
法韦尔迪讷（46°38'19"N, 2°28'34"E）面积18.51 平方千米，位于法国中央-卢瓦尔河谷大区谢尔省，该省份为法国中部省份，北起卢瓦雷省，西接卢瓦-谢尔省和安德尔省，南至克勒兹省，东南接阿列省，东临涅夫勒省。
与法韦尔迪讷接壤的市镇（或旧市镇、城区）包括：阿尔孔、拉瑟莱特、阿尔农河畔卢瓦、圣乔治德普瓦雪、索尔宰勒波捷。

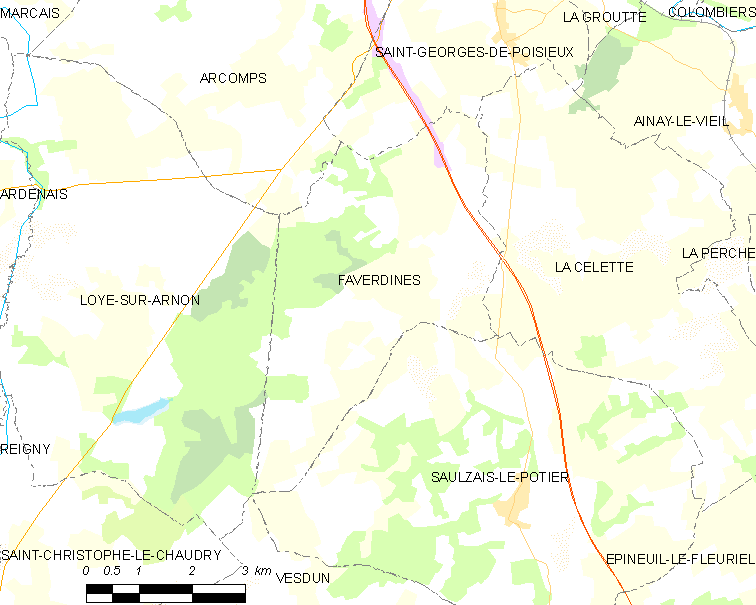
法韦尔迪讷的OSM定位图

法韦尔迪讷的时区为UTC+01:00、UTC+02:00（夏令时）。

## 行政
法韦尔迪讷的邮政编码为18360，INSEE市镇编码为18093。

## 政治
法韦尔迪讷所属的省级选区为沙托梅扬县。

## 人口

1962-2008年间法韦尔迪讷人口变化图示

法韦尔迪讷于2022年1月1日时的人口数量为134人。